# Diodata Saluzzo Roero

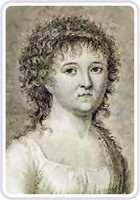
Diodata Saluzzo Roero

Rosa Ignazia Diodata Saluzzo Roero (* 31. Juli 1774 oder 1775 in Turin; † 24. Januar 1840 ebenda) war eine italienische Dichterin.

## Leben
Saluzzo Roero stammte aus einer piemontesischen Adelsfamilie und war die Tochter von Jeronima Cassotti und Giuseppe Angelo Saluzzo di Monesiglio, der 1757 zusammen mit Joseph-Louis Lagrange und Giovanni Francesco Cigna die Accademia delle Scienze di Torino gegründet hatte. Aufwachsend im Gelehrtenumfeld begann sie im Alter von 12 Jahren mit dem Verfassen von Gedichten, die 1796 zusammen mit anderen Werken veröffentlicht wurden. Zu ihren Lehrern zählten bedeutende Persönlichkeiten der piemontesischen Kultur, darunter Carlo Giovanni Maria Denina, Silvio Balbis und Tommaso Valperga di Caluso. Letzterer spielte zusammen mit Prospero Balbo eine sehr aktive Rolle bei ihrer künstlerischen Ausbildung. Im Jahr 1789, im Alter von fünfzehn Jahren, half sie ihrem Vater, eine wissenschaftlich-literarische Akademie für Kinder in ihrem Haus zu organisieren, wo sie mit ihren Geschwistern und anderen jungen Freunden leidenschaftlich diskutierte.
Im Alter von 20 Jahren veröffentlichte sie ein episches Gedicht in vierundzwanzig Strophen und in Oktavreimen mit dem Titel Amazzoni und später das Gedicht Rovine. Diese und andere Gedichtsammlungen fanden die Beachtung von Zeitgenossen wie  Ugo Foscolo, Giuseppe Parini, Vittorio Alfieri, Alessandro Manzoni, Ludovico di Breme oder Vincenzo Monti.
1795 wurde sie unter dem Namen „Glaucilla Eurotea“ Mitglied der Accademia dell’Arcadia. 1799 heiratete sie den Grafen Massimiliano Roero di Revello, der allerdings drei Jahre später starb.
Als erste Frau wurde sie 1801, auf dem Höhepunkt ihres künstlerischen Erfolgs, von der piemontesischen Exekutivkommission in die Accademia delle Scienze di Torino berufen. Zwischen 1803 und 1813 wurden einige ihrer Schriften in der wissenschaftlichen Zeitschrift Memorie veröffentlicht.
Mit der Restauration nach 1815 wurden ihre Werke in der Öffentlichkeit schlechter aufgenommen. Trotz einer schlechter werdenden Gesundheit reiste sie in dieser Zeit häufig. Aus jenen Jahren stammen Werke, die berühmten Frauen der Vergangenheit gewidmet sind, darunter Erminia, Tullia und Ipazia ovvero delle filosofie und 1823 die historische Tragödie Il castello di Binasco. Dank ihrer Brüder wurden einige Gedichte dieser Zeit gesammelt und 1843 posthum veröffentlicht. 
Coriolano Malingri di Bagnolo schrieb 1830 in den Versen Alla Nobil Donna la Signora Contessa Diodata Saluzzo Roero über sie: „Eine Frau, die uns der König der Zeit geschenkt hat, um zu zeigen, wie groß Italien noch ist.“

## Werk
- Al vescovo eletto di Casale monsignor Carlo Ferrero della Marmora. Stamperia d’Ignazio Soffietti, Turin 1796?
- In morte dell’eminentissimo cardinale Vittorio Baldassarre Costa d’Arignano arcivescovo di Torino. Stamperia d’Ignazio Soffietti, Turin 1796?
- Versi di Diodata Saluzzo fra gli Arcadi Glaucilla Erotea. Stamperia d’Ignazio Soffietti, Turin 1796?
- L’armonia canzone di Diodata Saluzzo Rovero Revello fra gli Arcadi Glaucilla Eurotea. Onorato Derossi, Turin 1801.
- Poesie Di Diodata Saluzzo Torinese, 2 Bände. Tipografia Della Societa Letteraria, Pisa 1802 (online).
- Melpomene. Elegia di Diodata Saluzzo Roero in morte di Vittorio Alfieri.Stamperia di scienze ed arti, Turin 1804.
- Circe e Pico. Cantata per musica di Diodata Saluzzo-Roero. Stamperia Municipale, Turin 1808.
- Di Diodata Saluzzo Roero di Revello. Elegia. In morte del padre.Felice Galletti, Turin 1813.
- A Genova. Canzone di Diodata Saluzzo Roero contessa di Revello.Pagano, Genua 1815.
- Due tragedie inedite (Erminia, e Tullia) di Diodata Saluzzo Roero. Vedova Pomba e figli stampatori e librai, Turin 1817.
- La corona di quercia nella Grotta di Sant’Andrea presso Nizza. Ode della signora contessa Diodata Saluzzo Roero di Revello.... Società tipografica, Nizza 1821.
- Aimone ed Agila Canto di Diodata Saluzzo. Giacinto Marietti, Turin 1823.
- Il castello di Binasco. Novella inedita di cui li principali avvenimenti ed i personaggi sono tratti dalla storia del 1360 dalla contessa Diodata Saluzzo. Tipografia e calcografia goldoniana, Florenz 1823.
- Ipazia ovvero delle filosofie. Poema di Diodata Saluzzo Roero, 2 Bände. Tipografia Chirio e Mina, Turin 1827.
- Novelle di Diodata Saluzzo Roero. Vincenzo Ferrario, Mailand 1830.
- La Sibilla. Ode di Diodata Saluzzo Roero. Stamperia Reale, Turin 1833.
- Poesie postume di Diodata Saluzzo aggiunte alcune lettere d’illustri scrittori a lei dirette. Tipografia Chirio e Mina, Turin 1843 (online).

Online verfügbare spätere Ausgaben:
- Versi di Diodata Saluzzo. Michelangelo Morano, Turin 1791 (online).
- Ipazia ovvero delle filosofie. Tipografia Chirio e Mina, Turin 1827 (online).
- Beatrice di Tenda. Novella.  Vincenzo Batelli e figli, Florenz 1835 (online).